# Halsömaren
Halsömaren är en sjö i Norrtälje kommun i Uppland och ingår i Norrtäljeån-Åkerströms kustområde.